# Manea Mănescu

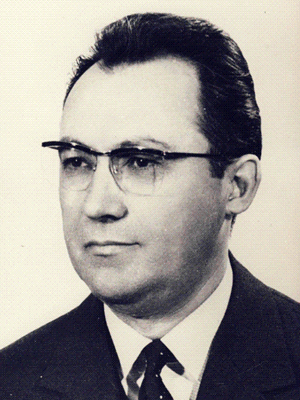
Manea Mănescu

Manea Mănescu (Brăila, 9 augustus 1916 - 27 februari 2009) was een Roemeens politicus. Hij is vooral bekend geworden vanwege het feit dat hij de (vermoedelijke) zwager van Nicolae Ceaușescu was.

## Achtergrond en opleiding
Manea Mănescu's vader was actief binnen de Socialistische Partij van Roemenië (PSR) en steunde de transformatie van die partij in de Roemeense Communistische Partij (1921). Hij bekleedde daarna belangrijke posten binnen de PCR. Manea Mănescu studeerde na de staatsgreep van 1944 aan de Hogere Handelschool van Boekarest en aan de Hogere Partijschool aldaar (1951).
Manea Mănescu werd in 1936 lid van de (toen illegale) Roemeense Communistische Partij (PCR). Gedurende de jaren 40 en het begin van de jaren 50 werkte hij, als lid van de Communistische Jeugdunie, nauw samen met Nicolae Ceaușescu. In 1951 werd Mănescu decaan van de faculteit Economie aan de Universiteit van Boekarest, van 1951 tot 1955 was hij directeur-generaal van het Centraal Bureau voor de Statistiek. Nadien was hij lid van de Roemeense Academie van Wetenschappen (1955; voorzitter Sectie Economie en Sociologie 1974-1989; lid van het presidium 1978-1989).

## Politieke carrière
Manea Mănescu was van 2 oktober 1955 tot 10 april 1957 was hij minister van Financiën onder premier Ion Maurer, in 1957 werd hij voorzitter van het Staatscomité van Arbeid en Lonen en eerste vicevoorzitter van het Staatsplanningscomité. Van 1960 tot november 1979 was hij lid van het Centraal Comité van de PCR. Van juli 1965 tot augustus 1969 en van december 1969 tot november 1972 was hij secretaris van het Centraal Comité. Van juni 1966 tot december 1968 was hij kandidaat-lid, van december 1968 tot november 1974 stemhebbend lid van het Uitvoerende Comité (Politbureau) van de RCP. Op 9 december 1967 werd hij voorzitter van de Economische Raad (functie gelijk aan een ministerspost). Van oktober 1968 tot januari 1980 was Mănescu vicevoorzitter (februari 1985: eerste vicevoorzitter) van de Nationale Raad van het Sociaal-Democratisch Eenheidsfront (voorzitter: Nicolae Ceaușescu). Op 11 oktober 1972 werd hij een van de vicevoorzitters van de Raad van Ministers (vicepremier) en voorzitter van het Staatsplanningscomité. Deze laatste functie was belangrijk daar hij de verantwoordelijkheid droeg over de economische planning van het communistische Roemenië.

## Premier
Manea Mănescu werd op 29 maart 1974 voorzitter van de Raad van Ministers (premier), bovendien trad hij in november 1974 toe tot het Permanente Bureau van het Uitvoerende Comité van de RCP. Tot dit orgaan behoorden uitsluitend de voornaamste vertrouwelingen van Ceaușescu. Van 25 november 1974 tot 25 januari 1977 was hij tevens minister van Elektriciteit. Manea Mănescu bleef tot 30 maart 1979 premier, toen hij om gezondheidsredenen ontslag nam. In november 1982 volgde zijn benoeming tot vicevoorzitter van de Staatsraad.
Na de val van Ceaușescu (22 december 1989) verloor Mănescu al zijn partij- en staatsfuncties.

## Familie
Zoals reeds opgemerkt was Manea Mănescu de vermoedelijke zwager van Nicolae Ceaușescu. Hij was/is getrouwd met Maria Ceaușescu. Er is echter geen overtuigend bewijs dat Maria daadwerkelijk een zus is van Nicolae Ceaușescu. Er is wel degelijk een zus die Maria Ceaușescu heet, maar zij is getrouwd (geweest) met Necului Agachi. Mogelijkerwijs had Nicolae Ceaușescu twee zusters met de voornaam Maria.

## Verwijzingen
1. ↑  Overkoepelde organisatie waarbij de RCP plus alle massaorganisaties waren aangesloten, waaronder de vakbond, de jeugdbeweging, de vrouwenbeweging etc.
2. ↑  Collectief presidentschap van de Socialistische Republiek Roemenië
3. ↑  Nicolae Ceaușescu had ook een broer met dezelfde voornaam als hijzelf

- Bibsys: 90618765
- Biblioteca Nacional de España: XX1236907
- CiNii: DA07195258
- Gemeinsame Normdatei: 170200035
- International Standard Name Identifier: 0000 0000 5629 1434
- Library of Congress Control Number: n81053957
- National Archives and Records Administration: 10568567
- Nationale Bibliotheek van Israël: 987007275523305171
- Nationale Bibliotheek van Polen: a0000002110412
- Nederlandse Thesaurus van Auteursnamen: 071588930
- Réseau des bibliothèques de Suisse occidentale: 02-A011011439
- Système universitaire de documentation: 234288256
- Virtual International Authority File: 302649617
- WorldCat: E39PBJvmH4W6YQPt8wPMcJdCwC

## Bron
- Who's Who in the Socialist Countries of Europe, door: Juliusz Stroynowski (1989), blz. 729